# フィンチ (映画)
『フィンチ』（原題：Finch）は、クレイグ・ラックとアイヴァー・パウエルが書いた脚本をミゲル・サポチニクが監督した、アメリカで公開されたポスト黙示録的SFドラマ映画。出演は、トム・ハンクス、ケイレブ・ランドリー・ジョーンズ、サミラ・ワイリー、ローラ・ハリアー、スキート・ウールリッチら。この映画では、死にかけている発明家が、自分と犬を連れて国中を旅するためにアンドロイドを作る。
本作は2017年10月に『BIOS』として発表された。撮影は2019年2月から5月までニューメキシコ州全域で行われた。本作は、2020年10月2日にユニバーサル・ピクチャーズが米国で劇場公開する予定だったが、COVID-19のパンデミックの影響で何度も延期された。 その後、タイトルは『Finch』に変更され、Apple TV+に売却され、2021年11月5日に公開されることとなった。

## あらすじ
地球上で最後の人間となった病に侵される発明家が、自分と犬の相手をするためにアンドロイドを作り、国を越えた旅に出る。

## キャスト
※括弧内は日本語吹替
- フィンチ - トム・ハンクス（江原正士）：病気の発明家であり、地球上で最後の人間の一人
- ジェフ - ケイレブ・ランドリー・ジョーンズ（川田紳司）：フィンチが作ったロボット
- サミラ・ワイリー
- ローラ・ハリアー
- スキート・ウールリッチ

## 製作
2017年10月26日、トム・ハンクスが、ハンクス演じる病弱な主人公フィンチが死ぬときに愛犬の命を守るために作ったロボットを描いた終末論的映画『BIOS』に主演することが発表された。クレイグ・ラックとアイボア・パウエルによる脚本をもとに、ミゲル・サポチニクが監督を務め、ロバート・ゼメキスとケヴィン・ミッシャーが製作を担当する。複数の大手スタジオが本作の権利の入札に参加しており、2018年頭に製作を開始する予定だった。その数日後、 アンブリン・エンターテインメントがこのプロジェクトを購入し、ユニバーサル・ピクチャーズが配給することになったと報じられた。2017年12月、本作は、その年の最も人気のある未製作脚本の「ブラックリスト」に含まれていることが明らかになりました。
2019年1月、ケイレブ・ランドリー・ジョーンズが、フィンチが製作するロボット役として"モーションキャプチャ"でキャストに加わった。 2019年3月には、サミラ・ワイリーがキャストに加わった。5月にはスキート・ウールリッチとローラ・ハリアーにキャスティングされた。
主要撮影は、2019年2月にニューメキシコ州アルバカーキで始まった。また、撮影はサンタフェ、シップロック、ロスルナス、ソコロ、ホワイトサンズ国定記念物でも行われ、2019年5月に終了した。

## 公開
2018年5月、本作はユニバーサル・ピクチャーズから2020年10月2日に劇場公開される予定となった。2020年6月、COVID-19パンデミックにより世界中の映画館が閉鎖されたため、2021年4月16日に延期された 。2021年1月には、2021年8月13日に移動され、3月には1週間後の8月20日に変更された。
2021年5月、本作のタイトルが『BIOS』から『Finch』に変更され、2021年11月5日の公開に向けてApple TV+に購入されたことが発表された。